# Глава 94
Глава 94 — колишній український хіп-хоп гурт з міста Львів, заснований у 2010 році двома львів'янами — Степаном (Кашляючий Ед) та Ігорем (Гоня).

## Історія гурту
Репом займатись почали приблизно в 2009 році — це були напівдитячі спроби творити російськомовний реп. З липня 2010 року вони об'єднуються в гурт, який називають «Глава 94» (мається на увазі уривок зі Старого Завіту, глава 94 в книзі Псалтир) і починають займатись суто україномовним репом. Спочатку добре рекомендують себе в інтернет-змаганнях, батлах (ПідБіт, Lemberg Battle, російські проєкти), де беруть собі псевдоніми «Кашляючий Ед» (Степан) і «Mr.Popeye» (Ігор).
8 серпня 2011 року хлопці представляють свій перший реліз — альбом «Невідомі ЕР», який дуже тепло сприймається в колі шанувальників українського хіп-хопу. Через два роки, 16 лютого 2013 року виходить їх другий альбом — «Безлад».
Свої виступи хлопці в основному проводять на теренах Західної України — міста Львів, Калуш, Ужгород, Івано-Франківськ, Луцьк та інші.
В 2015 році виходять два сольні релізи виконавців — «Фіталіті» від Гоні і «Нетривіальне чтиво» від Стука (Кашляючого Еда).
В 2016—2017 роках хлопці представили ряд синглів і три кліпи: «Глава 94 — нате», «Кашляючий Ед — Шось зимно (Скрябін cover)» і «Глава 94 — Дякую». Два останні стали синглами з другого сольного релізу Кашляючого Еда «Переклад», що вийшов у червні 2018 року. Також цього року буде представлений сольний реліз від нового амплуа Гоні — Ванпанчмена, який перенісся на 2020 рік. Влітку 2018 року гурт виграв у номінації за кращий україномовний проєкт Jagermeister RAP.UA AWARDS.
У січні 2022 до гурту приєднався новий учасник — Sonnium.
У липні 2023, на офіційному акаунті гурту в Instagram, гурт повідомив про закінчення творчого шляху і подальшу самостійну кар'єру всіх трьох виконавців.

## Об'єднання 322
З 2013 гурт входить до великого об'єднання під назвою «322», в якому зібрались найкращі виконавці, бітмейкери, діджеї Львова і області. Проте, об'єднання поки не виявилось продуктивним і, окрім кількох композицій і одного з найбільших реп-концертів Львова, не представило на публіку ніяких матеріалів.

## Склад гурту
- Гоня (ванпанчмен) (МС)
- Кашляючий Ед (Стук; Паліндром) (МС)
- Sonnium

## Дискографія

### Альбоми і міні-альбоми

#### Альбоми гурту
| Рік  | Назва         | Склад                                        |
| ---- | ------------- | -------------------------------------------- |
| 2011 | «Невідомі ЕР» | Гоня і Стук (за уч. Yorke, Good-Luck і Dub7) |
| 2013 | «Безлад»      | Гоня і Стук                                  |
| 2019 | «Вафлі»       | Гоня і Стук                                  |

### Сингли
| Рік  | Назва              | Склад               |
| ---- | ------------------ | ------------------- |
| 2019 | «Звуковуха (Live)» | Гоня і Кашляючий Ед |
| 2021 | «Нівелір»          | Гоня і Кашляючий Ед |